# سورية حسين (مغنية)
سورية حسين (29 مايو 1924 - 24 ديسمبر 1996)، مغنية عراقية.

## عن حياتها
اسمها الاصلي سورية عبد حسين، ولدت في منطقة العمارة في العراق بدأت الغناء عام 1950، وبرعت في أداء أطوار غنائية مهمة مثل الدشت وكذلك اشتهرت في أداء مقام العنيسي والمحبوب والمستطيل، وكانت في بداياتها الفنية تعمل كمغنية في ملاهي بغداد خلال عقدي الخمسينيات والستينيات من القرن العشرين، وكانت ماهرة في أداء غناء الريف والمدينة معاً.
وكان من المقربين لها من الفنانين المطربة سليمة مراد وعفيفة اسكندر ونرجس شوقي وصديقة الملاية.
تحتفظ دار الإذاعة العراقية بمجموعة فقيرة من أغنياتها الكثيرة التي ذهبت أدراج الرياح عندما كان البث الإذاعي حيا ومباشرة على الهواء.

## محنتها
صباح زيارة (ملحن) يروي: "كان الفنانون يتقاضون راتباً شهرياً من الدولة آنذاك أيام الحصار في التسعينات تشجيعاً للفنان لكن المطربة سورية حسين لم تتقاض راتباً ولا تعرف لمن تذهب لكي تحصل على الراتب قلت لها اذهبي إلى أحد المسؤولين في وزارة الثقافة وذهبت إلى استعلامات وزارة الثقافة، لكن مسؤولة الاستعلامات طردت سورية حسين لما شاهدتها بملابس رثة وكبيرة في السن اعتقدت انها متسولة، وفي المصادفة كنت ذاهباً إلى الوزارة فوجدت سورية حسين جالسة على الرصيف المقابل للوزارة وهي تبكي بحرقة.. قلت لها لماذا تبكين؟
قالت طردتني (ام الاستعلامات) ذهبت إلى الاستعلامات وبين حشود المراجعين، رفعت صوتي، لماذا تطردين هذه الفنانة الكبيرة؟ قالت ومن هي الفنانة الكبيرة ؟ قلت لها هذه سورية حسين، تألمت مديرة الاستعلامات وبكت وذهبت لها وقبلتها واعتذرت منها بعبارات طيبت خاطرها.
ثم اتصلت بالمسؤول عن تنظيم القوائم وكان يعشق صوت سورية حسين، بشكل لا يوصف ولما عرف أنها موجودة في الاستعلامات، نزل مسرعاً، لكي يستقبلها وعندما شاهدها، قبلها ثم ادرج اسمها ضمن قوائم الفنانين كي تتقاضى راتباً شهرياً، لكن لم تكتمل فرحتها، لانها غادرت الدنيا ولم تتسلم استحقاقها الذي وعدت به، لكنها تركت ارثاً فنياً جميلاً."

## ومن أغانيها
- قُرَيْش البابا قُرَيْشي: وهي أوسع أغانيها أنتشارا.[5]
- الهجع.
- يا بابا.
- هلة وكل الهلة.

## وفاتها
رحلت بعد عذاب المرض والجوع 24 ديسمبر 1996.